# Смирнов, Иван Никитич
Ива́н Ники́тич Смирно́в (1881 — 25 августа 1936) — российский революционер и советский политический деятель, один из лидеров Левой оппозиции.

## Ранние годы
Происходил из крестьян Рязанской губернии. Русский. Окончил городское училище в Москве. В 1899 году вступил в РСДРП, c 1903 года — большевик. Вёл нелегальную партийную работу в Москве, Петербурге, Вышнем Волочке, Ростове, Харькове, Красноярске, за что 7 раз подвергался арестам, 6 лет провёл в тюрьмах, 4 года — в ссылках в Вологодскую и Иркутскую губернии, Нарымский край.

## Партийная карьера

### Работа в Сибири
Весной — летом 1917 года был одним из организаторов и руководителей совета солдатских депутатов Томского гарнизона. В годы гражданской войны входил в Реввоенсоветы республики (с 6 сентября 1918 года по 8 июля 1919 года), Восточного фронта и 5-й армии (с 1 апреля 1919 года по 10 мая 1920 года), в качестве члена (фактически — руководителя) Сибирского бюро ЦК РКП(б) руководил большевистским подпольем Урала и Сибири, считался организатором разгрома Колчака.
«Даже среди беспартийных солдатских масс и среди коммунистов, не знавших его раньше, сразу же была признана удивительная чистота и порядочность тов. Смирнова. Вряд ли он сам знал, как его боялись, как боялись показать трусость и слабость именно перед ним, перед человеком, который никогда и ни на кого не кричал, просто оставаясь самим собой, спокойным и мужественным. Никого так не уважали, как Ивана Никитича. Чувствовалось, что в худшую минуту именно он будет самым сильным и бесстрашным», — вспоминала о нём Лариса Рейснер.
С августа 1919 по сентябрь 1921 года работал председателем Сибревкома и неофициально именовался «сибирским Лениным». В марте 1919 года на VIII съезде РКП(б) был избран кандидатом в члены ЦК, а в апреле 1920 года, на IX съезде, — членом ЦК РКП(б). В 1919 году вошёл в Центральное организационное бюро Меньшинства партии социалистов-революционеров (с К. С. Буревым, В. К. Вольским, И. С. Дашевским и Л. А. Либерманом).

### Конфликт с Лениным
На X съезде (1921) И. Н. Смирнов вместе с Крестинским, Преображенским и Серебряковым был выведен из ЦК за то, что во время конфликта в ЦК «по вопросу об НКПС», вылившегося позже в «дискуссию о профсоюзах», поддержал Троцкого против Ленина. Однако далеко не все делегаты разделили тогда позицию Ленина и, хотя в список для голосования, предложенный «группой 10-ти», И. Н. Смирнов внесён не был (он был предложен лишь в качестве кандидата в члены ЦК и получил необходимое число голосов), 123 делегата из 479 сами вписали его фамилию в бюллетень в качестве члена ЦК, — случай уникальный в истории партии.

### Дальнейшая карьера

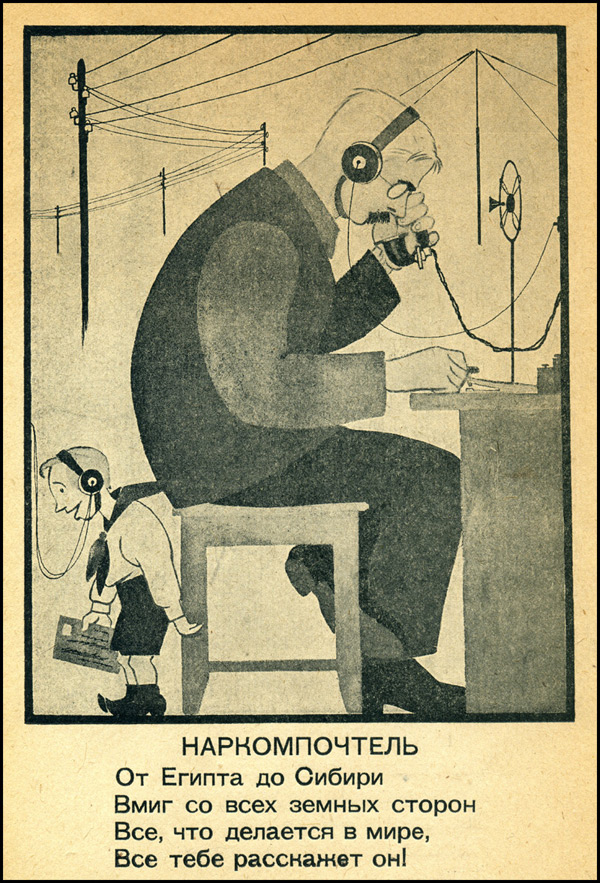
И. Н. Смирнов. Шарж 20-х годов из серии «Твои наркомы у тебя дома»

Занимал руководящие партийные, советские и хозяйственные посты. В 1923—1927 годах — нарком почт и телеграфов.
С 1923 года принадлежал к левой оппозиции в РКП(б), был одним из её лидеров, подписывал все её основные документы, начиная с «Заявления 46-ти», за что в декабре 1927 года, на XV съезде ВКП(б), в числе 75 «активных деятелей троцкистской оппозиции» был исключён из партии и в начале 1928 года по «контрреволюционной» 58-й статье УК осуждён к 3 годам ссылки в Ново-Баязет (Армения). Виктор Серж свидетельствует: «Когда у него отобрали министерский портфель, он был доволен. „Всем нам пошло бы на пользу некоторое время побыть рядовыми“… Не имея ни гроша, он отправился на биржу труда регистрироваться как безработный по специальности точной механики. Он простодушно надеялся быстро найти работу на каком-нибудь заводе. Мелкий советский чиновник оторопел, как перед его окошком склонился этот высокий седеющий добряк с живыми глазами, написавший в анкете, которую ему дали заполнить, в рубрике „последняя занимаемая должность“: „Нарком ПТТ“. Биржа труда проконсультировалась в ЦК, и ГПУ сослало Ивана Никитича в Закавказье. Возмутительные репрессии начинались мягко». Об этом также свидетельствовал Иосиф Бергер: «он лишился работы, но не стал прибегать к помощи высокопоставленных друзей, а натянул кепку и встал в очередь вместе с другими безработными на бирже труда».
В 1928 году И. Н. Смирнов даже условную капитуляцию перед правящей фракцией расценивал как попытку «сохранить жизнь ценой потери смысла жизни», но год спустя, как и многие оппозиционеры, он пришёл к заключению, что бороться со сталинским курсом можно только изнутри партии, — написал заявление об отходе от оппозиции, был возвращён в Москву, восстановлен в партии и назначен управляющим трестом «Саратовкомбайнстрой», с 1932 года был начальником Управления новостроек Наркомата тяжёлой промышленности СССР.

## Подпольная организация «капитулянтов»
На протяжении многих лет в советской историографии господствовало представление об «окончательном разгроме троцкизма» к концу 1927 г. и прекращении активной деятельности левой оппозиции после XV съезда; последние десятилетия как зарубежные, так и отечественные исследователи, опираясь на архивные материалы, оспаривают это представление. «В действительности, однако, — пишет А. В. Гусев, — исключение из партии вовсе не положило конец существованию левой оппозиции. Изменился лишь её характер: из внутрипартийных фракций оппозиционные группы троцкистов и „демократических централистов“ фактически превратились в самостоятельные организации. Вынужденные действовать в нелегальных условиях, они продолжали борьбу против партийно-государственного руководства и его политического курса».
Не отказались от борьбы и многие «капитулянты», как называли оппозиционеров, формально или неформально отрёкшихся от оппозиции и подавших соответствующие заявления в ЦКК. Как указывает ряд исследователей (П. Бруэ, А. Гетти, В. З. Роговин), в 1931 году И. Н. Смирнов возглавил подпольную организацию, в которую вошли многие известные «капитулянты»: Е. А. Преображенский, И. Т. Смилга, С. В. Мрачковский, В. А. Тер-Ваганян и др.. В том же году, в июле, оказавшись в командировке в Берлине, Смирнов через Льва Седова восстановил связь с Л. Д. Троцким, которую по возвращении в СССР поддерживал с помощью тайных оппозиционеров, выезжавших за рубеж по долгу службы, как, например, Ю. П. Гавен и сотрудник Наркомата внешней торговли Э. С. Гольцман; в 1932 году даже прислал для «Бюллетеня оппозиции» статью «Хозяйственное положение Советского Союза», хотя вообще, в отличие от многих оппозиционеров, литератором не был. «В документе, — пишет И. Дойчер, — впервые были показаны размах забоя скота во время коллективизации, серьёзные диспропорции в промышленности, последствия инфляции для всей экономики и т. д.». В заключение И. Смирнов писал: «Вследствие неспособности нынешнего руководства выбраться из хозяйственно-политического тупика, в партии растет убеждение в необходимости смены партруководства».
Правда, Троцкий к таким методам борьбы — через капитуляцию — относился с большим сомнением, писал, что капитуляция есть политический акт, усиливающий Сталина; но собравшиеся вокруг Смирнова оппозиционеры не видели иных сколько-нибудь эффективных способов борьбы.
В чём расходились смирновцы с «генеральной линией», в 1936 году в ходе допросов на Лубянке объяснил Е. А. Преображенский:

1. Темпы коллективизации взяты не по силам. Деревня отошла от середняцкого хозяйства и не освоила коллективное, а в результате резкое падение производительных сил сельского хозяйства; огромные продовольственные затруднения, и ряд совершенно ненужных жестокостей в борьбе с кулачеством.
2. Темпы индустриализации взяты непосильные. В результате невыполнение плана капиталовложений, срыв сроков ряда строек, сокращение личного потребления рабочих, перенапряжение в труде и как результат — общее ухудшение материального положения пролетариата.
3. Неверная политика в Коминтерне, приводящая к изоляции компартии в борьбе с фашизмом, особенно в Германии.
4. Невыносимый партийный режим, при котором невозможно обсуждение ни одного больного вопроса, волнующего страну. Партийной дисциплине противопоставлялась троцкистская внутрипартийная демократия.
5. На идеологическом фронте — полнейший застой. Это результат политики ЦК, которая доводит дисциплину мысли до централизации мысли и, культивируя бездарности, задерживает всякое умственное развитие молодёжи.

Из всего этого, естественно, делался вывод о необходимости борьбы с политикой ЦК и руководством партии

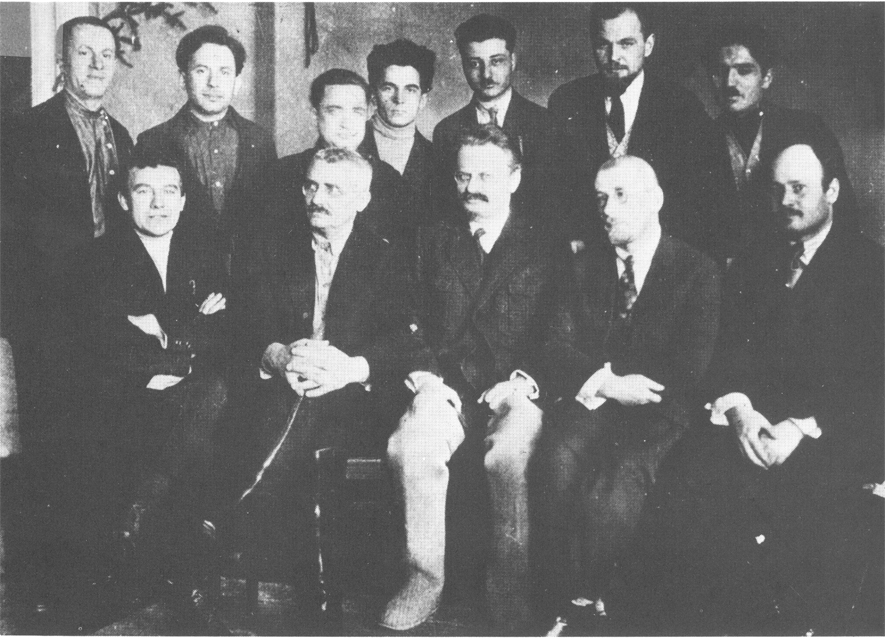
лидеры Левой оппозиции. В центре (сидят) И. Смирнов, Л. Троцкий и И. Смилга

Опираясь на материалы архива Троцкого, ряд исследователей приходят к заключению, что осенью 1932 года несколько оппозиционных групп — бывших «зиновьевцев», так называемые «лево-правые» (В. В. Ломинадзе — Л. А. Шацкин — Я. Э. Стэн), некая «группа О.» (возможно, бывшего дециста В. В. Осинского), в которую входил Гавен, и так называемые «левые зиновьевцы» во главе с Г. Сафаровым и О. Тархановым вели со «смирновцами» переговоры об объединении в широкий антисталинский блок. Однако этот блок, если и сложился, то существовал очень недолго: после разгрома (в сентябре) «Союза марксистов-ленинцев» по его делу были арестованы Зиновьев, Каменев и Стэн; в самом конце 1932 года, благодаря доносу, ОГПУ вышло и на организацию И. Н. Смирнова.

### Следствие по делу
По делу так называемой «контрреволюционной троцкистской группы Смирнова И. Н., Тер-Ваганяна В. А., Преображенского Е. А. и других» в начале 1933 года были арестованы 89 человек, 71 член партии и 3 кандидата в члены ВКП(б) (Г. А. Молчанов, возглавлявший секретно-политический отдел Главного управления госбезопасности НКВД СССР, считал, что в организации состояло свыше 200 человек; однако «смирновцев» своевременно предупредил «свой человек» в ОГПУ).
«У подавляющего большинства арестованных троцкистов, — докладывал Г. Г. Ягода Сталину, — изъято значительное количество к-р троцкистской литературы, 5 архивов троцкистских материалов и переписка с ссылкой». В частности, у Смирнова при обыске был изъят «архив троцкистских документов, охватывающий период с 1928 по начало 1931 г.», в котором обнаружились «статьи и директивные письма Троцкого, написанные за границей (…), а также политическая переписка между ссыльными троцкистами, свидетельствующая о том, что после подачи заявления о разрыве с оппозицией и восстановления в правах члена партии Смирнов продолжал поддерживать связь с троцкистами».
Арестованным были предъявлены обвинения в создании «нелегальной контрреволюционной группы», которая «ставила себе целью воссоздание подпольной троцкистской организации на основе новой тактики двурушничества с целью проникновения в ВКП(б) и государственный и хозяйственный аппарат»; в том, что они регулярно устраивали нелегальные совещания, на которых «обсуждались и подвергались резкой контрреволюционной критике все мероприятия Советской власти и ВКП(б)», стремились «к опубликованию литературных, публицистических и научных произведений, содержащих в себе контрреволюционные концепции троцкистской идеологии»; членами организации «измышлялись и распространялись клеветнические контрреволюционные слухи и инсинуации с целью дискредитации политики ВКП(б)», «распространялась нелегальная контрреволюционная троцкистская литература»… Им также инкриминировалось установление связи с осужденными «за контрреволюционную деятельность» ссыльными оппозиционерами и распространение «нелегальных контрреволюционных документов, изготовлявшихся ссыльными троцкистами», направленных «к дискредитации руководства ВКП(б)».
Большинство арестованных в своей принадлежности к какой-либо подпольной организации не созналось (некоторые лишь позже признались в этом, как, например, Д. С. Гаевский в 1934 году и Е. Преображенский в 1936 году, причём последний категорически отрицал приписанные организации контрреволюционные цели); несколько человек, в том числе бывшая жена Смирнова — А. Н. Сафонова, вообще отказались отвечать на вопросы следователей; сам же «идейный руководитель и организатор нелегальной к[онтр]р[еволюционной] группы» И. Н. Смирнов признался лишь в том, что имеет сомнения относительно «колхозного строительства, проводимого партией» и делился своими сомнениями в узком кругу товарищей.
В течение 1933 года Особое совещание при Коллегии ОГПУ 41 человека осудило на лишение свободы сроком от 3 до 5 лет, а ещё 45 отправило в ссылку сроком на 3 года
Из осуждённых по этому делу лишь 16 человек были реабилитированы в годы «хрущёвской оттепели»; в отношении остальных, включая самого Смирнова, Преображенского, Мрачковского, Тер-Ваганяна и Гольцмана, «Комиссия Шверника» не нашла оснований для реабилитации; она стала возможна лишь с конца 1980-х годов, когда оппозиция правящей фракции перестала считаться преступлением.
Л. Л. Седов, со слов уцелевших после разгрома организации (в числе таковых оказался и Э. Гольцман) написал отцу, что аресты охватили лишь верхний слой организации, а низовые кадры сохранились; однако начиная с 1933 года о деятельности бывших «смирновцев» никаких сведений не имеется.
ОГПУ тем не менее ещё долгое время пыталось выявить членов организации, избежавших ареста, привлекая к повторным допросам некоторых фигурантов «дела», как например Тер-Ваганяна. При этом не только в 1933 году, но и в начале 1934 года террористические намерения организации ещё не приписывали. В протоколе допроса члена организации Д. С. Гаевского (март 1934 года) отчетливо присутствует рука следователя, позаботившаяся о правильных эпитетах, однако сознаться тяжело больному и вскоре умершему Гаевскому пришлось лишь в злонамеренной клевете:
Так как прямой атаки вести было нельзя, то подлая тихая сапа прорывала путь для нападения в виде анекдотов, клеветы, слуха, сплетен в соответствии с правилами борьбы. Надо было сделать вначале противника и жалким, чтобы позже тем лучше добить.
Руководящее ядро смирновцев специально изобретало это гнусное оружие и роль его сводилась к тому, чтобы эту продукцию специфически изо дня в день, как по канве проталкивать на периферию и дальше продвигать в толщу партии.

Для этой цели было несколько мастерских, где это оружие фабриковалось… Мы ставили своей задачей разжечь огонь духовного и политического измельчания, вели пораженческую агитацию и пропаганду, чтобы окружить руководство партии стеной вражды, недоверия и насмешек.
В. З. Роговин в своей книге «Партия расстрелянных» из этого документа цитирует только последние слова — как вполне соответствовавшие целям оппозиции.

## Арест и смерть
Некоторые из арестованных и приговорённых к различным срокам заключения вскоре в очередной раз покаялись и были Сталиным «прощены» — до 1936 года. Сам же И. Н. Смирнов, приговорённый к 5 годам заключения, больше покаянных заявлений не писал и находился в Суздальской тюрьме особого назначения, пока в августе 1936 года, вместе с Мрачковским, Тер-Ваганяном и Гольцманом, не был выведен на Первый Московский процесс — по делу так называемого «антисоветского объединённого троцкистско-зиновьевского центра».
Разгромленная ещё в начале 1933 года «контрреволюционная троцкистская группа Смирнова И. Н. и др.» теперь, задним числом, превратилась в террористический «центр», организовавший в декабре 1934 года убийство Кирова, а затем и целый ряд неудавшихся покушений.
По свидетельству А. Орлова, верным орудием шантажа для следователей были близкие родственники подследственных, и, в частности, Смирнова принять участие в судебном фарсе умоляла бывшая жена — А. Н. Сафонова, в свою очередь опасавшаяся за судьбу детей.
Желание Сталина во что бы то ни стало обвинить Смирнова, невзирая на его абсолютное алиби, поставило Вышинского на суде в трудное положение. Чтобы объяснить, как человек, сидящий в тюрьме, может руководить заговором, Вышинскому пришлось придумать некий обнаруженный сотрудниками НКВД шифр, с помощью которого Смирнов общался со своими соратниками. «Разве что за границей, — пишет Орлов, — могли найтись люди, способные поверить, будто политические заключённые, находящиеся в сталинских тюрьмах, могли переписываться со своими товарищами на свободе. Советские граждане знали, что это совершенно невозможно. Им было известно, что семьи политзаключённых годами не могли даже узнать, в какой из тюрем содержатся их близкие, и вообще, живы ли они».
Вместе с тем, режим содержания политзаключённых в т. н. политизоляторах был относительно мягким: «Наряду с казённым пайком все заключённые имели возможность получать продукты с воли в любом количестве и любого ассортимента, в том числе и водку. Во многих случаях арестованным предоставлялась возможность отбывать наказание вместе со своими жёнами. (Смех. Молотов. Во всяком случае мы так не сидели раньше.) Так, И. Н. Смирнов отбывал наказание вместе со своей женой Короб».
24 августа 1936 года Военной коллегией Верховного Суда СССР вместе с другими подсудимыми он был приговорён к высшей мере наказания и расстрелян на следующий день. Рассказывают, что, отправляясь на расстрел, И. Н. Смирнов сказал: «Мы это заслужили своим поведением на суде», — хотя Троцкий именно его поведение на процессе нашёл наиболее достойным.
Реабилитирован Пленумом Верховного Суда СССР 13 июля 1988 года.

## Репрессии родственников
- Первая жена — Роза Михайловна Смирнова (1882—1938), из еврейской семьи местечка Звенигородка Киевской губернии[39] с 1933 года находилась в Верхне-Уральском изоляторе; в 1936 году, как и многие оппозиционеры, была отправлена в Ухтпечлаг в Воркуте и 5 января 1938 года тройкой при УНКВД Архангельской области приговорена к высшей мере наказания. Расстреляна 9 мая 1938 года на руднике Воркута[19].
  - Дочь — Ольга (1907—?) ещё в 1927 году была исключена из ВЛКСМ за оппозиционную деятельность; арестованная в очередной раз 15 января 1933 года по обвинению в участии в контрреволюционной организации, была приговорена ОСО при Коллегии ОГПУ СССР к 3 годам ИТЛ, срок отбывала в Суздальской тюрьме особого назначения; 3 января 1936 года ОСО при Коллегии НКВД СССР сослана в Казахстан на 3 года; вновь арестована 6 апреля 1936 года и 4 ноября расстреляна в Москве по приговору ВКВС СССР. Реабилитирована 19 апреля 1990 года Пленумом Верховного Суда СССР[40].
- Вторая жена — Александра Николаевна Сафонова в апреле 1933 года была приговорена к 3 годам ссылки в Среднюю Азию, в августе 1936 года выступала свидетелем обвинения на Первом московском процессе, согласно одним данным отбывала срок в сталинских лагерях и была освобождена в 1956 году[3][19], по другим данным к сентябрю 1941 года работала профессором Чечено-Ингушского государственного пединститута и была автором экспертизы при обвинении А. Г. Авторханова во вредительстве (ст. 58-7) в его книгах «Революция и контрреволюция в Чечне» и даже в «Грамматике чеченского языка» в соавторстве Яндаровым и Мациевым[41]. После XX съезда КПСС сообщила в Прокуратуру СССР, что её показания, как и показания Зиновьева, Каменева, Мрачковского, Евдокимова и Тер-Ваганяна, «на 90 процентов не соответствуют действительности»[3][19].
- Подруга и мать дочери Елены, крупная партийная деятельница Варвара Яковлева осуждена в 1938 году и расстреляна в Орле в 1941 году.
  - Дочь — Владлена (Елена) Ивановна Яковлева, чтобы не попасть в детдом, бежала из Москвы в Марьинск, где отбывала срок, а затем ссылку, старшая сестра, позднее стала школьным учителем истории в новосибирском Академгородке[42], затем преподаватель в военных вузах Новосибирска, к. пед. н., мать известной исследовательницы старообрядцев Н. Д. Зольниковой[43].